# Kaitsjön
Kaitsjön är en sjö i kommunen Kronoby i landskapet Österbotten i Finland. Sjön ligger 55,6 meter över havet. Arean är 55 hektar och strandlinjen är 5,67 kilometer lång. Sjön  ingår i Kronoby å huvudavrinningsområde.   Den ligger omkring 110 kilometer öster om Vasa och omkring 380 kilometer norr om Helsingfors.